# Narnia (banda)
Narnia é uma banda de white metal da Suécia, cujo nome foi inspirado no local das As Crônicas de Nárnia, obra de C.S. Lewis. Foi fundada pelo guitarrista Carl Johan Grimmark e o vocalista Christian Liljegren Rivel.

## História
Christian Liljegren e Carl Johan Grimmark se encontraram pela primeira vez em 1993 em Jönköping, uma cidade no sul da Suécia. Nessa época, Christian e sua banda Modest Attarction estava para lançar o primeiro álbum deles: The Truth In Your Face. Carl era membro de uma banda chamada Sentinel. Eles trocaram entre si os números de telefone e entraram em contato.
Vários anos se passaram e ambos Christian e Carl tiveram dificuldades com as suas bandas. Modest Attraction produziu seu segundo álbum Divine Luxury, na mesma época em que Carl Johan decidiu sair da banda Sentinel. Além disso, em 1996 Christian ligou para Carl Johan e lhe perguntou se ele estava interessado em trabalhar juntos num projeto. Christian tinha paixão pelo hard rock melódico, da qual não estava autorizado a explorar na banda Modest Attraction. Carl Johan ficou interessado no projeto ao longo da conversa.
Poucos meses mais tarde, Christian chamou Carl de novo e disse-lhe que Modest Attraction iria na turnê para a Alemanha e o guitarrista Stephan Mohlin não poderia acompanhá-los. Desta forma, Johan substituiu Stephan. Stephan logo depois deixou a banda, e Carl Johan foi questionado se ele gostaria de ser membro permanente da banda. Carl Johan aceitou, dando assim, tempo para eles planejarem o projeto. Eles levaram um pouco de velhas canções de outras bandas e as modificaram de acordo com as próprias preferências. Em setembro de 1996, eles foram para o Top Recording Studio. Carl Johan gravou todos os instrumentos e Christian, os vocais. As gravações levaram vários meses. Eles tinham muitos convidados no álbum, incluindo Jakob Persson que mais tarde tocou baixo no Narnia. Janne Stark foi responsável pelos solo de guitarra e Mart Hallek tocou violino.
Em janeiro de 1997, as gravações finalmente terminaram. Depois de duro trabalho, o álbum Awakening foi mixado.
Graças ao empresário deles, Magnus Söderkvist, o álbum foi aceito por 10 selos japoneses. Finalmente, Narnia decidiu por Pony Canyon. Em maio, Christian e Carl foram na última turnê deles com o Modest Attration. Eles encontraram Matthias Mittelstädt que possuía uma empresa chamada MCM Music. Mittelstädt, junto com seu irmão, Rainer Matthias, amaram o álbum e Mittelstädt virou o empresário da banda.
Com uma demo em mãos e novo empresário, eles começaram a buscar por novos e talentosos membros e finalmente Narnia nasceu.
Em abril de 2008, surge confirmada a notícia de que o vocalista do Narnia, Christian Liljgren Rivel, deixaria a banda, e foi o que de fato aconteceu. Segundo nota esclarecida pelo Narnia, Christian e a banda decidiram de comum acordo a saída do vocalista-fundador da banda, após doze anos de permanência na mesma.
O motivo alegado por Christian de sua decisão em deixar o Narnia, era de que este gostaria de se dedicar inteiramente ao seu projeto solo, que agora o mesmo se tornará sua carreira solo, "Audovision", de projeto solo, tornou-se a carreira solo de Christian, e este também pôs fim à sua banda de power metal, Divinefire.
Em 2008, o uruguaio Gérman Pascuall (que morou 16 anos no Rio de Janeiro e mudou-se para a Suécia) ocupa o lugar de Christian como vocalista da banda. Coincidentemente, Gérman se parece muito fisicamente com Christian, o que mostra também a grande preocupação por parte do Narnia, em manter a estética da banda, além é claro, da qualidade e do nível da banda.
Em dezembro de 2009 a banda anunciou oficialmente o fim de suas atividades, tendo ainda realizado algumas apresentações no ano de 2010. O principal motivo foi a indisponibilidade dos membros da banda, que muitas vezes priorizavam seus projetos paralelos, o que era motivo constante de desfalque de músicos nas turnês.
Entretanto, em 2014, a banda anunciou através de seu site oficial o seu retorno aos palcos e também uma turnê especial em comemoração aos 15 anos do álbum Long Live the King.
Em 2016 a banda lançou dois vídeos das músicas Reaching for the Top e Messengers, que fazem parte de seu novo álbum de inéditas desde 2009. No dia 16 de setembro do mesmo ano, foi lançado então o mais recente trabalho da banda, contendo 9 faixas.
Em 2 de agosto de 2019 a banda lança From Darkness to Light, seu oitavo álbum de estúdio. A masterização ficou a cargo de Jens Bogren, que já trabalhou para bandas como Sepultura e Symphony X.

## Projetos secundários
O vocalista Christian Liljgren Rivel é autor de alguns projetos solo e uma banda secundária chamada Divine Fire. Os estilos musicais dos projetos solo de Christian vão desde o rock dos anos 70, até o rock progressivo e hard rock.
- MODEST ATTRACTION - Antiga banda de Christian onde iniciou a sua carreira de cantor. Tinha um estilo entre rock anos 70, progressivo e hard rock. Lançou quatro álbuns.
- DIVINEFIRE -  Banda de Power Metal (2004-atualmente) Possui cinco álbuns: Glory Thy Name (2004), Hero (2005), Into a New Dimension (2006), Farewell (2007) e Eye Of The Storm (2011).
- AUDIOVISION - (Hard Rock) Possui dois álbuns: "The Calling" e "In Focus".
- WISDOM CALL - (Power Metal) Possui um único álbum de mesmo título
- FLAGSHIP - (Symphonic Rock) Possui um único álbum denominado "Maiden Voyage"

Já o guitarrista e co-fundador do Narnia, juntamente com Christian, Carl Johan Grimmark, também possui seus projetos: é um dos guitarristas da banda norte-americana de gothic metal Saviour Machine, além de participações em todos os projetos de Christian. Grimmark é também autor de um trabalho solo, que leva seu sobrenome como título: "Grimmark". Todos os outros membros da banda Narnia, seguem a linha de Christian e Carl Johan, ou seja, há participações ou até mesmo cargos fixos em outras bandas do gênero metal. Tanto Grimmark quanto Olson participaram da banda Rob Rock, carreira solo do Rob Rock, vocalista do Impellitteri.

## Integrantes
Atuais
- Christian Rivel-Liljegren - vocal
- Carl Johan Grimmark - backing vocal e guitarra
- Andreas Johansson - bateria e percussão
- Jonatan Samuelsson - baixo
- Martin Härenstam - teclado

Ex-integrantes
- Jacob Pearson - baixo (1997-2001)
- Andreas Olson - baixo (2001-2010, 2014-2016)
- Fredrik Junhammar - bateria (1997)
- Linus Kåse - teclado (1999-2004)
- Gérman Pascual - vocal (2008-2010)

Músicos Convidados
- Janne (Metal Warrior) - segunda voz
- Janne Samefors - segunda voz
- Sonny Larson - segunda voz
- Mart Hallek - violino
- Anders Johanson - bateria
- Eric Clayton (Saviour Machine) - voz principal adicional
- Pär Argström - segunda voz e voz Principal adicional
- Hubertus Liljgren Rivel - segunda voz

## Discografia

### Álbuns
- 1998 - Awakening
- 1999 - Long Live the King
- 2001 - Desert Land
- 2003 - The Great Fall
- 2006 - Enter the Gate
- 2009 - Course of a Generation
- 2016 - Narnia
- 2018 - We Still Believe - Made in Brazil
- 2019 - From Darkness to Light

### Coletâneas
- 2007 - Decade of Confession
- 2018 - We Still Believe - Made in Brazil (Live)

### DVDs
- 2006 - At Short Notice... Live in Germany